# Initiative démocratique de gauche
Pour les articles homonymes, voir IDG.
L'Initiative démocratique de gauche (IDG) est un mouvement politique français, fondé en 1991 par des dissidents du Parti communiste français de l'Aisne menés par l'ancien député, Roland Renard. Ce mouvement désire « dépasser les anciens clivages et les vieilles certitudes pour engager le pays sur un nouveau rassemblement à gauche ». 

## Historique
Roland Renard (ancien député, conseiller régional et général de l'Aisne) quitte le PCF en 1989 comme de nombreux «reconstructeurs» (Marcel Rigout ou Claude Poperen) en désaccord avec la ligne de Georges Marchais. En 1991, avec d’autres dissidents communistes et divers militants de gauche de l'Aisne, il fonde le groupe Initiative démocratique de gauche. Ce mouvement est reconnu comme formation politique par la Commission nationale des comptes de campagne et des financements politiques depuis 1992.
Lors des élections régionales de 1992, Roland Renard mène une liste IDG dans l'Aisne qui n'obtient que 4,15 % des voix, ce qui empêche sa réélection.
En 1997, IDG contribue à la victoire de la socialiste Odette Grzegrzulka lors des législatives anticipées, Roland Renard étant son suppléant.
Le mouvement a eu jusque sept élus au conseil général de l'Aisne entre 2008 et 2012 au sein du Groupe progressiste (dont l'élu PRG, Jacques Krabal) et un conseiller régional en Picardie siégeant avec les socialistes entre 2010 et 2015. Plusieurs communes ont été dirigées par un maire IDG comme Bohain-en-Vermandois (jusqu'en 1996), Pinon (jusqu'en 2001), Gauchy (jusqu'en 2014) ou Montescourt-Lizerolles (jusqu'en 2020).
IDG a appelé à voter François Hollande dès le premier tour en mai 2012, son président fondateur Roland Renard a déclaré qu'il s'agissait d'« un vote efficace. Pour nous, c'est une démarche tout à fait naturelle de soutenir François Hollande dès le premier tour. L'élection présidentielle est une élection particulière. Il n'y a que deux candidats qui demeurent au second tour, il faut faire en sorte que le 22 avril 2002 ne se reproduise pas. Mais aussi placer le mieux possible le candidat qui est susceptible d'être au second tour. ».
Lors des élections législatives de 2012, Jacques Krabal également membre du PRG a été élu député de la cinquième circonscription de l'Aisne. Il rejoindra en 2017 La République en marche.
Aujourd'hui, l'influence de ce mouvement s'est fortement amoindrie. il perd son unique conseillère départementale (Canton de Ribemont) en 2021 et ne compte plus que quelques maires (Saint-Gobain et Alaincourt).